# تشاونسي ديفيس (سياسي)
تشاونسي ديفيس هو سياسي أمريكي، ولد في 15 مارس 1812، وتوفي في 9 فبراير 1888. انتخب عضو مجلس نواب ميشيغان ‏.